# Румънска кухня
Румънската кухня е разнообразна, с ястия, възприети от различните чуждестранни култури, с които румънците са влизали в контакт, както и със специфични видове ястия. Силно е влиянието на балканската кухня, както и на кухните на съседните народи като сръбската, българската и унгарската.
Рецептите носят същото влияние, както и цялата румънска култура: от турците е възприета шкембе чорбата, от гърците – мусака, от българската кухня са възприети множество ястия със зеленчуци, като тъй наречената „закуска“ (на румънски - zacusca), a шницелът – от австрийците. Различни са и рецептите в различните региони на Румъния – съществува типично трансилванска кухня, добруджанска кухня и т.н.
Едно от най-известните, типично румънски ястия е мамалигата – сварено царевично брашно. Българите имат подобни ястие, наречено качамак. Това е ястие, дълго време смятано за храна за бедняци, което обаче сега е оценявано по достойнство.
Румънците използват най-вече свинско месо, но се консумира и телешко, пилешко, агнешко и шилешко. Част от рецептите са свързани с определен сезон или конкретен празник. Така например за Коледа, съгласно обичая всяко семейство коли прасе и се приготвят много и разнообразни месни ястия от месото и органите на прасето като: кърнаци (на румънски cărnaţi), картабоши (cartaboşi) – кърнаци с черен дроб в свинско черво, пифтие (piftie) – желирани неупотребявани за друго парчета от прасето като ушите, зурлата или главата, пръжки с гарнитура от мамалига. На масата се слага още вино и козунак. За Великден се яде агнешко, а агнешките дреболии приготвят като дроб сарма, наричана на румънски дроб (drob) – смес от органи, месо и пресни зеленчуци – най-вече зелен лук, а за десерт се сервира специфичен вид баница със сирене и стафиди.
Интересна е тъй наречената „българска салата“ – мешана салата от домати, краставици, печени чушки, лук, сирене и шунка.
Най-употребяваната алкохолна напитка е виното. В Румъния се произвеждат множество специфични местни вина като „Фетяска“ (Fetească), Граса (Grasă), Тамъйоаса (Tamâioasă), както и универсалните Ризлинг, Мерло, Совиньон блан, Каберне совиньон, Шардоне, Мускат отонел. Характерно е, че румънците предпочитат полусухите и сладките червени и бели вина, а белите вина се консумират най-често като шприц – разредени с газирана вода. Употребява се и бира, както местни марки, така и произвеждани по лиценз.
Румъния е сред най-големите световни производители на сливи и почти цялата сливова продукция се използва за приготвянето на сливова ракия с нисък градус, наричана „цуйка“ (ţuică). Плодовата ракия с по-висок градус се нарича „палинка“ (pălincă) и се произвежда от сливи, круши, ябълки и други плодове.
За румънците е почти непозната гроздовата ракия.